# وليام راندل
ويليام ريف رونديل، ويُعرف أحيانًا باسم ريفز، (10 يوليو 1848 - 6 أو 8 مارس 1936)، كان ضابط بريد أستراليًا.
وُلِد في إنجلترا، لكنه هاجر إلى أستراليا مع عائلته وهو لا يزال طفلاً. حصل على وظيفة في مكتب بريد فيكتوريا، وترقى إلى مناصب قيادية في ملبورن، حيث كان مسؤولاً عن سجلات البريد. كان أيضًا هاوي طوابع، متخصصًا في طوابع بريد أستراليا وولاية فيكتوريا. كان عضوًا مؤسسًا ورئيسًا لجمعية هواة جمع الطوابع في فيكتوريا، وعضوًا مدى الحياة في نادي هواة جمع الطوابع في سيدني. وقّع على قائمة رابطة هواة جمع الطوابع المتميزين عام 1924.

## نشأته وعائلته
وُلِد ويليام رونديل في دتفورد، شرق لندن، في 10 يوليو 1848، كان والده ويليام ريف رونديل، صانع سفن، ووالدتهُ سارة صوفيا رونديل. في عام 1855، هاجر ويليام الأب إلى أستراليا، واستقر في منطقتي آرارات وبالارات، وفي عام 1856، انضم إليهِ ويليام الابن وزوجتهُ سارة. توفي ويليام الأب في عام 1876 بعد مسيرة مهنية ناجحة كصاحب حانة، تاركًا لزوجته 2000 جنيه إسترليني وعين ابنه منفذًا لوصيته، والذي وصفه بأنه "رجل نبيل، بالارات".

## الحياة الشخصية
تزوج ويليام الابن من أغنيس مانشستر (1848-1909) وأنجبا ابنة واحدة، وهي المعالجة الطبيعية آدا صوفيا رونديل (1876-1963). سكنت رونديل في ملبورن بمنزل في شارع هودل، وكولينجوود (1880-1882)، ومورابين (1888-1893)، وجنوب ملبورن/ألبرت بارك (1896-1922)، وكولفيلد (1906).
كان ويليام عضوًا مؤسسًا وعضوًا مدى الحياة في نادي ميدل بارك للبولينج في ملبورن، وعضوًا في الهيئة التنفيذية لمجموعة ملبورن ليدرتافل الكورالية.

## حياتهُ المهنية

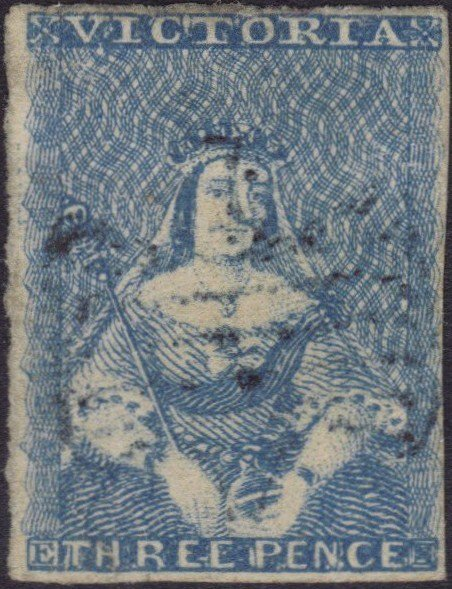
طابع بريد بقيمة ثلاثة بنسات من الإصدار الأول في ولاية فيكتوريا، عام 1850

في عام 1871، انضم رونديل إلى إدارة البريد الفيكتورية، وفي عام 1878 انتقل إلى فرع المراسلات في ملبورن، ثم انتقل إلى المدينة، ومنذ عام 1887 تولى إدارة الفرع حيث كان مسؤولاً أيضاً عن سجلات مكتب البريد حتى عام 1908. ولقد تقاعد في ذلك العام، وربما يكون قد زار إنجلترا مع ابنته.

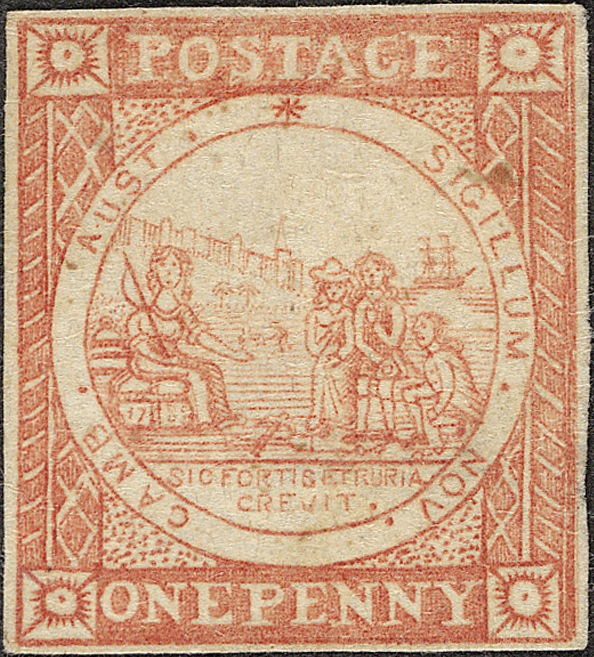
طابع بريد من نيو ساوث ويلز يعود تاريخه إلى عام 1850 يحمل صورة "منظر سيدني"

كما جمع رونديل الطوابع، وتخصص في إصدارات ولاية فيكتوريا. وكان عضواً مؤسساً ورئيساً أربع مرات لجمعية هواة جمع الطوابع في فيكتوريا، وعضواً مدى الحياة في نادي هواة جمع الطوابع في سيدني. عُرضت مجموعته عام 1900 في معرضٍ بمدينة ملبورن احتفالاً بالذكرى السنوية الأولى لإصدار أول طوابع ولاية فيكتوريا عام 1850. من بين القطع المعروضة، الإصداران الأولان من فئة البنس والبنسين على الغلاف، وأربعة بنسات من عام 1885 مطبوعةً بلون البنسين بالخطأ، وثلاث لوحات (أحدها محفور) تحمل صورة البنسين، والملكة على العرش. من نيو ساوث ويلز، عرض 48 طابعًا من سيدني على أغلفة أصلية، وهي أول طابع لتلك الولاية، بما في ذلك طابع البنسين مع حذف كلمة "CREVIT".
في عام 1914، ترأس المؤتمر الأسترالي الثاني لهواة جمع الطوابع، وفي ديسمبر من ذلك العام، انتُخب عضوًا في الجمعية الملكية لهواة جمع الطوابع بلندن. باع مجموعته من طوابع البريد خلال الحرب العالمية الأولى. ووقّع على قائمة رابطة هواة جمع الطوابع المتميزين عام 1924.

## وفاته
توفي رونديل في سيدني في السادس أو الثامن من مارس عام 1936، وتم حرق جثته في محرقة ليدكومب.
وحصل على ملاحظاته البحثية في علم الطوابع من قبل جامع الطوابع الأسترالي جيه آر دبليو بورفيس الذي استخدمها في أبحاثهِ الخاصة.

## من مؤلفاته
- "Victoria. 4d. in colour of 2d.", Gibbons Stamp Monthly, Vol. 22, No. 253 (January 1914).
- "Were Sydney Views, the First Stamps used in ?", The Australian Philatelist, Vol. 21, No. 11.
- "The Stamps of Victoria", The Australian Philatelic Record, 1925–30.
- "The Six Pence Stamp of Victoria of 1862–65", The London Philatelist, Vol. 41, No. 488 (August 1932).
- "Postage Stamps of Australia", Australian Stamp Journal, April & August 1935.
- "Postage Stamps of Victoria", Australian Stamp Journal, 1935–37.

## اقرأ أيضاً
- Kellow, Geoff, "The 'Rundell' First Day Covers of Victoria (1897–1901)", Cover Collector, Vol. 16 (March 2008).